# Chaise transat
Pour les articles homonymes, voir Transatlantique.
Ne pas confondre avec Chaise longue.

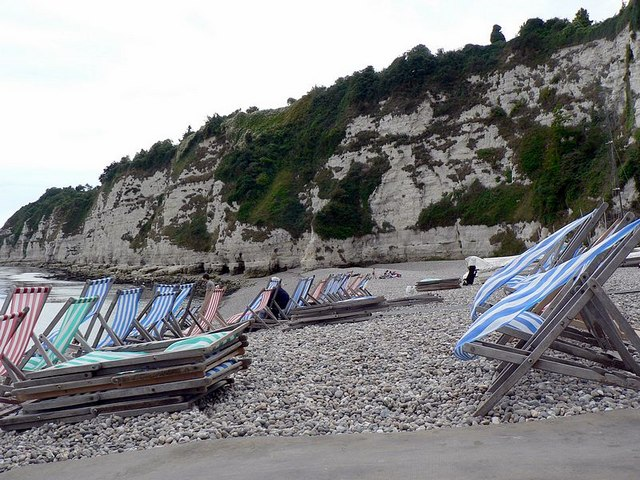
Chiliennes

La chaise transat, ou simplement un transat, mais aussi chaise longue en Suisse et au Québec, est une chaise longue pliante utilisée en plein air. Il existe de nombreux modèles de chaises transats dont la forme et les caractéristiques varient.
Transat est l’abréviation de « transatlantique » ; ce nom provient de l'usage initial de ce siège sur les paquebots transatlantiques ; d'abord appelé « chaise de pont », ce siège est en bois, canné en rotin, pourvu d'un repose-pieds et d'accoudoirs. Lors de l'armement du paquebot France, les transats en première classe sont en aluminium. 
Avec l'instauration des congés payés en France en 1936, le transat connaît un développement sur les plages. Le rotin est remplacé par une toile solide, et le châssis est généralement en teck, en acacia ou en hêtre. Sans accoudoirs, il s'incline grâce à des crans dans l'un des cadres en bois.

## Bain de soleil

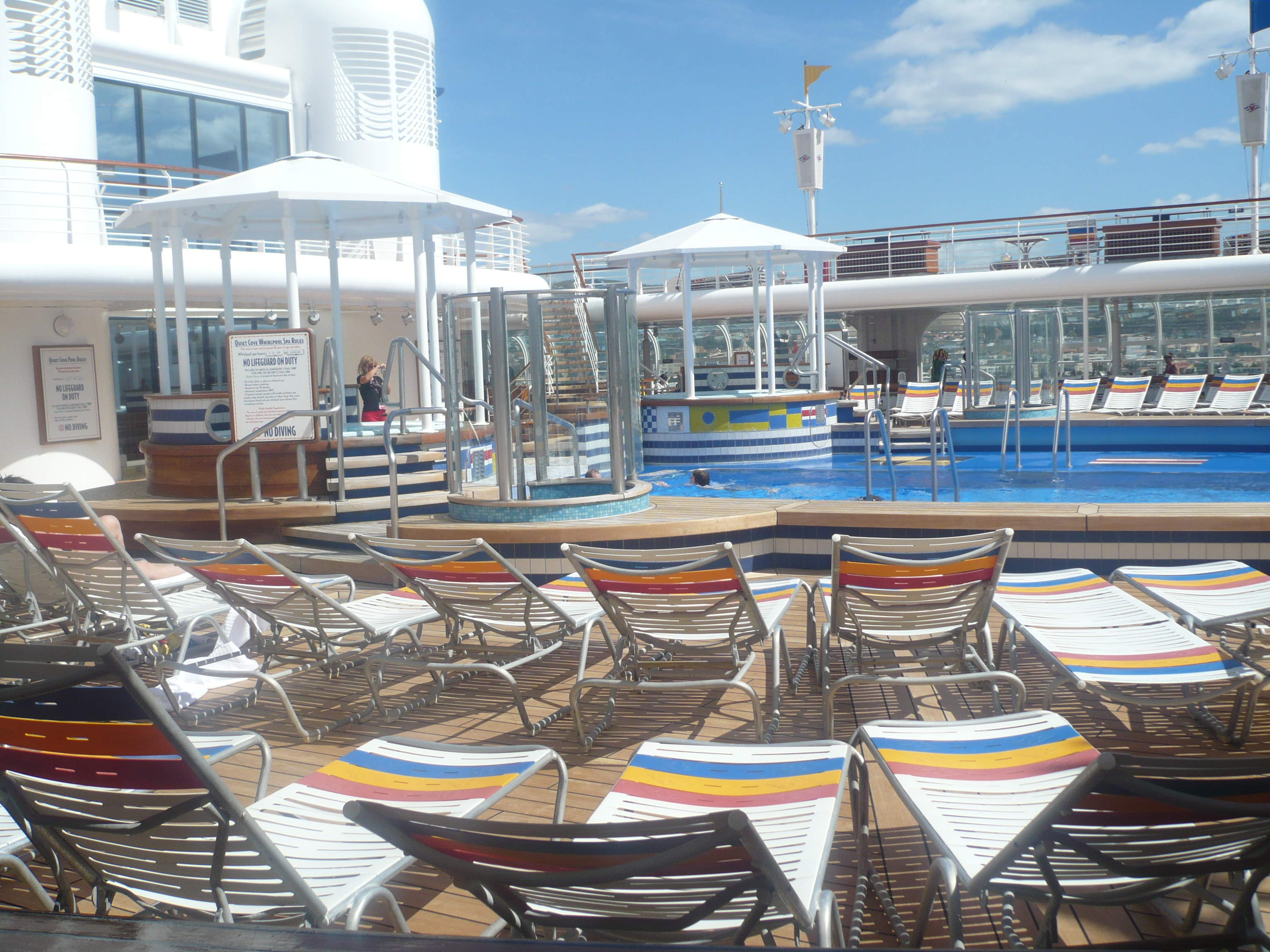
Bain de soleil.

Un bain de soleil est une chaise longue destinée à une utilisation extérieure. Il est généralement fabriqué avec des matériaux imputrescibles : polymère, aluminium (grâce à sa légèreté) ou bois (exemple teck). Le dossier est réglable graduellement de la position assise à allongée. Il est généralement pliable.

## Chilienne

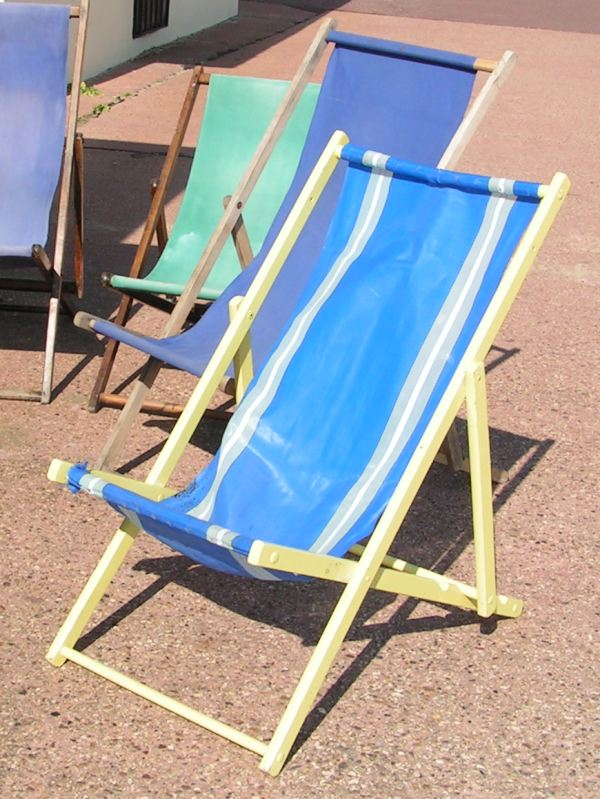
Chilienne.

Une chilienne est une chaise longue pliante composée d’une armature, généralement en bois, sur laquelle est tendue une toile et ne possédant pas d'accoudoir ; la toile tendue sert à la fois de dossier et d’assise. Elle se distingue de la chaise transat, cette dernière au dossier plus incliné étant d’un format qui permet de supporter les jambes de l'usager.